# منتخب السعودية الوطني لكرة القدم داخل الصالات للسيدات
منتخب السعودية الوطني لكرة القدم داخل الصالات للسيدات Saudi Arabia women's national futsal team- يمثل منتخب السعودية لكرة الصالات للسيدات المملكة العربية السعودية في مسابقات كرة الصالات النسائية الدولية، وتتم إدارته من قبل الاتحاد السعودي لكرة القدم.

## تاريخ
تأسس الفريق في عام 2019م، ولعب مباراتين وديتين ضد نظيره اللبناني قبل المشاركة في دورة الألعاب النسائية الخليجية الافتتاحية عام 2019م، والتي أُقيمت في الكويت.  وبعد بداية صعبة بخسارته أمام البحرين بنتيجة 11-2، حقق المنتخب السعودي عودة رائعة أمام منتخب الكويت، واستطاع أن يقلب تأخره 3-1 في الشوط الأول إلى الفوز 4-3 مع نهاية المباراة. وعلى الرغم من خسارة المنتخب السعودي في اليوم الأخير أمام الإمارات العربية المتحدة، إلا أن ذلك أدى إلى حصول الفريق على الميدالية البرونزية التاريخية. 
وفي أبريل 2022م، أُعلن أن المملكة العربية السعودية ستكون الدولة المضيفة لبطولتها الكبرى الأولى لكرة الصالات للسيدات، بطولة غرب آسيا لكرة الصالات للسيدات 2022م.  وفي ظهورهم الأول، وقع المنتخب الوطني في مجموعة تضم كل من: الكويت،وعمان.  وفي نهائي تاريخي، احتلت السعودية المركز الثاني، بعدما خسرت أمام العراق في المباراة النهائية بنتيجة 2-4. 

## النتائج والمباريات
مفتاح ومؤشر

  فوز

  تعادل

  خسارة

### 2019
| ودية 14 أكتوبر 2019 | السعودية | 2–5 | لبنان | الرياض, المملكة العربية السعودية |
|                     |          |     |       |                                  |

| ودية 15 أكتوبر 2019 | السعودية | 2–12 | لبنان | الرياض, المملكة العربية السعودية |
|                     |          |      |       |                                  |

| دورة الألعاب الخليجية للسيدات 2019 27 أكتوبر 2019 | البحرين | 11–2 | السعودية | الكويت |
|                                                   |         |      |          |        |

| دورة الألعاب الخليجية للسيدات 2019 28 أكتوبر 2019 | الكويت | 3–4 | السعودية | الكويت |
|                                                   |        |     |          |        |

| دورة الألعاب الخليجية للسيدات 2019 30 أكتوبر 2019 | الإمارات العربية المتحدة | 6–2 | السعودية | الكويت |
|                                                   |                          |     |          |        |

### 2022
| ودية 8 مايو 2022 | السعودية | 1–2   | كرواتيا | الرياض, المملكة العربية السعودية |
|                  |          | تقرير |         |                                  |

| ودية 9 مايو 2022 | السعودية | 5–6   | كرواتيا | الرياض, المملكة العربية السعودية |
| 18:30            |          | تقرير |         |                                  |

| دورة ألعاب مجلس التعاون الخليجي 2022 16 مايو 2022 | السعودية    | 1–4   | البحرين                                           | صباح السالم, الكويت                                                                 |
| 14:00                                             | * توفيق 15' | تقرير | * يعقوبي 15' - سوار 17' - العيسى 25' - الختال 36' | الملعب: مجمع الشيخ سعد العبد الله الرياضي الحكم: على حسن (الإمارات العربية المتحدة) |

| دورة ألعاب مجلس التعاون الخليجي 2022 18 مايو 2022 | الكويت           | 1–2   | السعودية                      | صباح السالم, الكويت                                                  |
| 19:00                                             | * عبد الرحيم 20' | تقرير | * مبارك 8' - ريم عبد الله 18' | الملعب: مجمع الشيخ سعد العبد الله الرياضي الحكم: فيصل عبد الله (قطر) |

| دورة ألعاب مجلس التعاون الخليجي 2022 19 مايو 2022 | السعودية          | 2–1   | الإمارات العربية المتحدة | صباح السالم, الكويت                                                  |
| 17:00                                             | * الهوسوي 9'، 20' | تقرير | * رشيد 28'               | الملعب: مجمع الشيخ سعد العبد الله الرياضي الحكم: م. البلوشي (الكويت) |

| دورة ألعاب مجلس التعاون الخليجي 2022 نصف النهائي 21 مايو 2022 | الكويت                                | 2–2 (و.إ) (3–1 ر.ت)                     | السعودية                        | صباح السالم, الكويت                                                  |
| 19:30                                                         | * مخيزن 15' (ه.ذ.) - محمد 47' (ركلة.) | تقرير                                   | * ريم عبد الله 14'، 45' (ركلة.) | الملعب: مجمع الشيخ سعد العبد الله الرياضي الحكم: فيصل عبد الله (قطر) |
|                                                               |                                       | ركلات جزاء                              |                                 |                                                                      |
| * أحمد - الملا - الريفي                                       |                                       | * ريم عبد الله - محمد - مخيزن - إبراهيم |                                 |                                                                      |

| دورة ألعاب مجلس التعاون الخليجي 2022 مباراة تحديد المركز الثالث 24 مايو 2022 | الإمارات العربية المتحدة | 1–4   | السعودية                                           | صباح السالم, الكويت                                                |
| 13:00                                                                        | * محمد 25' (ه.ذ.)        | تقرير | * إبراهيم 13' - مخيزن 36' - الهوسوي 38' - محمد 38' | الملعب: مجمع الشيخ سعد العبد الله الرياضي الحكم: ا. السيد (الكويت) |

| بطولة اتحاد غرب آسيا لكرة الصالات للسيدات 2022، المجموعة ب 16 يونيو 2022 | الكويت                   | 3–1   | السعودية | جدة, السعودية                         |
| 20:30                                                                    | *الملا 4'، 24' - نور 20' | تقرير | *رضا 37' | الملعب: مدينة الملك عبد الله الرياضية |

| بطولة اتحاد غرب آسيا لكرة الصالات للسيدات 2022، المجموعة ب 20 يونيو 2022 | السعودية                               | 5–0   | عُمان | جدة, السعودية                         |
| 20:30                                                                    | *محمد 3' - مخيزن 5'، 6' - رضا 19'، 21' | تقرير |      | الملعب: مدينة الملك عبد الله الرياضية |

| بطولة اتحاد غرب آسيا لكرة الصالات للسيدات 2022، نصف النهائي 22 يونيو 2022 | البحرين | 0–1 (و.إ) | السعودية   | جدة, السعودية                         |
| 18:00                                                                     |         | تقرير     | *مبارك 44' | الملعب: مدينة الملك عبد الله الرياضية |

| بطولة اتحاد غرب آسيا لكرة الصالات للسيدات 2022، النهائي 24 يونيو 2022 | السعودية               | 2–4   | العراق                                 | جدة, السعودية                         |
| 20:30                                                                 | *محمد 10' - الحماد 35' | تقرير | *صالحي 23'، 39' - مولا بكر 34' - ا 36' | الملعب: مدينة الملك عبد الله الرياضية |

### 2024
| ودية 7 يونيو 2024 | السعودية                 | 3–2   | صربيا | سراييفو, البوسنة والهرسك |
| 20:00 ت ع م+3     | *توفيق - مبارك - الهوسوي | تقرير |       |                          |

| ودية 8 June 2024 | السعودية | 5–2   | صربيا | سراييفو, البوسنة والهرسك |
| 20:30 ت ع م+3    |          | تقرير |       |                          |

## طاقم التدريب

### الطاقم التدريبي الحالي
| المهمة     | الاسم           |
| ---------- | --------------- |
| مدرب رئيسي | ماتو ستانكوفيتش |

## اللاعبات

### الفريق الحالي
تم استدعاء مجموعة من اللاعبات، للمشاركة في بطولة غرب آسيا لكرة الصالات للسيدات 2022م في الفترة من 16 إلى 22 يونيو 2022م. 
| 1  | GK | سارة خالد         | 2 أغسطس 1996   | النصر   |  |  |
| 2  | GK | ليلى القحطاني     | 25 سبتمبر 2000 | الشباب  |  |  |
|    |    |                   |                |         |  |  |
| 3  | FP | لين محمد(الكابتن) | 22 مارس 2003   | الشباب  |  |  |
| 4  | FP | تاجي رشوان        | 4 مايو 1998    |         |  |  |
| 5  | FP | لانا عبد الرزاق   | 22 مايو 2005   | الاتحاد |  |  |
| 6  | FP | البندري مبارك     | 9 ديسمبر 2001  | الشباب  |  |  |
| 7  | FP | نورا إبراهيم      | 17 سبتمبر 1998 | الشباب  |  |  |
| 8  | FP | البندري الهوساوي  | 9 مايو 1993    | الهلال  |  |  |
| 9  | FP | سارة الحمد        | 27 يونيو 1992  | النصر   |  |  |
| 10 | FP | صبا توفيق         | 13 يناير 2005  | الاتحاد |  |  |
| 11 | FP | أسرار الشيباني    | 23 يوليو 1995  | الاتحاد |  |  |
| 12 | FP | مباركة الصيعري    | 19 ديسمبر 1998 | النصر   |  |  |
| 13 | FP | رغد مخيزن         | 24 أكتوبر 1996 | الأهلي  |  |  |
| 14 | FP | عطا فهد           | 13 مارس 1996   | الشباب  |  |  |

## سجل تنافسي

### كأس آسيا لكرة الصالات للسيدات
| 2015    | لم يشارك | لم يشارك | لم يشارك | لم يشارك | لم يشارك | لم يشارك | لم يشارك | لم يشارك |
| 2018    | لم يشارك | لم يشارك | لم يشارك | لم يشارك | لم يشارك | لم يشارك | لم يشارك | لم يشارك |
| 2025    | لم يشارك | لم يشارك | لم يشارك | لم يشارك | لم يشارك | لم يشارك | لم يشارك | لم يشارك |
| المجموع | 0/3      | —        | —        | —        | —        | —        | —        | —        |

*تتضمن القرعة مباريات خروج المغلوب التي يتم حسمها بركلات الترجيح .

### كرة الصالات في دورة الألعاب الآسيوية للصالات والفنون القتالية
| سجل كرة الصالات في دورة الألعاب الآسيوية للصالات والفنون القتالية | سجل كرة الصالات في دورة الألعاب الآسيوية للصالات والفنون القتالية | سجل كرة الصالات في دورة الألعاب الآسيوية للصالات والفنون القتالية | سجل كرة الصالات في دورة الألعاب الآسيوية للصالات والفنون القتالية | سجل كرة الصالات في دورة الألعاب الآسيوية للصالات والفنون القتالية | سجل كرة الصالات في دورة الألعاب الآسيوية للصالات والفنون القتالية | سجل كرة الصالات في دورة الألعاب الآسيوية للصالات والفنون القتالية | سجل كرة الصالات في دورة الألعاب الآسيوية للصالات والفنون القتالية | سجل كرة الصالات في دورة الألعاب الآسيوية للصالات والفنون القتالية |
| المضيفون / العام                                                  | النتيجة                                                           | لعب                                                               | فوز                                                               | تعادل*                                                            | هزيمة                                                             | أهداف له                                                          | أهداف عليه                                                        | فارق الأهداف                                                      |
| ----------------------------------------------------------------- | ----------------------------------------------------------------- | ----------------------------------------------------------------- | ----------------------------------------------------------------- | ----------------------------------------------------------------- | ----------------------------------------------------------------- | ----------------------------------------------------------------- | ----------------------------------------------------------------- | ----------------------------------------------------------------- |
| 2005                                                              | لم يشارك                                                          | لم يشارك                                                          | لم يشارك                                                          | لم يشارك                                                          | لم يشارك                                                          | لم يشارك                                                          | لم يشارك                                                          | لم يشارك                                                          |
| 2007                                                              | لم يشارك                                                          | لم يشارك                                                          | لم يشارك                                                          | لم يشارك                                                          | لم يشارك                                                          | لم يشارك                                                          | لم يشارك                                                          | لم يشارك                                                          |
| 2009                                                              | لم يشارك                                                          | لم يشارك                                                          | لم يشارك                                                          | لم يشارك                                                          | لم يشارك                                                          | لم يشارك                                                          | لم يشارك                                                          | لم يشارك                                                          |
| 2013                                                              | لم يشارك                                                          | لم يشارك                                                          | لم يشارك                                                          | لم يشارك                                                          | لم يشارك                                                          | لم يشارك                                                          | لم يشارك                                                          | لم يشارك                                                          |
| 2017                                                              | لم يشارك                                                          | لم يشارك                                                          | لم يشارك                                                          | لم يشارك                                                          | لم يشارك                                                          | لم يشارك                                                          | لم يشارك                                                          | لم يشارك                                                          |
| المجموع                                                           | 0/5                                                               | —                                                                 | —                                                                 | —                                                                 | —                                                                 | —                                                                 | —                                                                 | —                                                                 |

*تتضمن القرعة مباريات خروج المغلوب التي يتم حسمها بركلات الترجيح .

### بطولة اتحاد غرب آسيا لكرة الصالات للسيدات
| سجل بطولة اتحاد غرب آسيا لكرة الصالات للسيدات | سجل بطولة اتحاد غرب آسيا لكرة الصالات للسيدات | سجل بطولة اتحاد غرب آسيا لكرة الصالات للسيدات | سجل بطولة اتحاد غرب آسيا لكرة الصالات للسيدات | سجل بطولة اتحاد غرب آسيا لكرة الصالات للسيدات | سجل بطولة اتحاد غرب آسيا لكرة الصالات للسيدات | سجل بطولة اتحاد غرب آسيا لكرة الصالات للسيدات | سجل بطولة اتحاد غرب آسيا لكرة الصالات للسيدات | سجل بطولة اتحاد غرب آسيا لكرة الصالات للسيدات |
| المضيفون / العام                              | النتيجة                                       | لعب                                           | فوز                                           | تعادل*                                        | هزيمة                                         | أهداف له                                      | أهداف عليه                                    | فارق الأهداف                                  |
| --------------------------------------------- | --------------------------------------------- | --------------------------------------------- | --------------------------------------------- | --------------------------------------------- | --------------------------------------------- | --------------------------------------------- | --------------------------------------------- | --------------------------------------------- |
| 2008                                          | لم يشارك                                      | لم يشارك                                      | لم يشارك                                      | لم يشارك                                      | لم يشارك                                      | لم يشارك                                      | لم يشارك                                      | لم يشارك                                      |
| 2012                                          | لم يشارك                                      | لم يشارك                                      | لم يشارك                                      | لم يشارك                                      | لم يشارك                                      | لم يشارك                                      | لم يشارك                                      | لم يشارك                                      |
| 2022                                          |                                               |                                               |                                               |                                               |                                               |                                               |                                               |                                               |
| المجموع                                       | 0/2                                           | —                                             | —                                             | —                                             | —                                             | —                                             | —                                             | —                                             |

*تتضمن القرعة مباريات خروج المغلوب التي يتم حسمها بركلات الترجيح .